# Сумійоши-Мару
Сумійоши-Мару (Sumiyoshi Maru) — транспортне судно, яке під час Другої світової війни взяло участь у операціях японських збройних сил у архіпелазі Бісмарка.
Сумійоши-Мару спорудили в 1936 році на верфі Asano Shipbuilding у Цурумі на замовлення компанії Hinode Kisen.
Згодом його реквізували для потреб Імперського флоту Японії.
На початку серпня 1942-го союзники висадились на сході Соломонових островів, що започаткувало шестимісячну битву за Гуадалканал. Японське командування розпочало перекидати в регіон підкріплення, перевезення яких, зокрема, здійснював конвой конвой «Окі». 2 жовтня Сумійоши-Мару вийшло з Саєкі у складі шостого ешелону зазначеного конвою.
14 жовтня 1942-го судно перебувало в морі Бісмарка за сотню кілометрів на північний захід від Рабаулу — головної передової бази японців у архіпелазі Бісмарка, з якої провадились операції на Соломонових островах та сході Нової Гвінеї. Тут воно було торпедоване та потоплене підводним човном Sculpin.